# باربارا ألبرت
باربارا ألبرت (بالألمانية: Barbara Albert)‏ (و. 1970  م) هي مخرجة أفلام، وكاتبة سيناريو، ومنتجة أفلام، وممثلة نمساوية، ولدت في فيينا.

## التعليم
تعلمت في جامعة الموسيقى والفنون التعبيرية في فيينا.

## وصلات خارجية
- باربارا البرت على موقع IMDb (الإنجليزية)
- باربارا البرت على موقع مونزينجر (الألمانية)
- باربارا البرت على موقع ألو سيني (الفرنسية)
- باربارا البرت على موقع أول موفي (الإنجليزية)
- باربارا البرت على موقع قاعدة بيانات الأفلام السويدية (السويدية)
- باربارا البرت على موقع قاعدة بيانات الفيلم (الإنجليزية)
- باربارا البرت على موقع كينوبويسك (الروسية)